# 유귀 (성애후)
유귀(劉貴, ? ~ 기원전 6년)는 전한 말기의 제후로, 중산강왕의 현손이다.

## 생애
아버지 유붕의 뒤를 이어 성후(成侯)에 봉해졌다.
건평 원년(기원전 6년)에 죽어 시호를 애(哀)라 하였고, 후사가 없어 봉국이 폐지되었다.

## 출전
- 반고, 《한서》 권15하 왕자후표 下

| 선대 아버지 성양후 유붕 | 전한의 성후 ? ~ 기원전 6년 | 후대 (봉국 폐지) |